# Луис, Эдди
Эдди Луис (фр. Eddy Louiss; 2 мая 1941, XIV округ Парижа — 30 июня 2015, Пуатье, Франция) — французский джазовый органист и пианист.
Вокалист парижского джазового коллектива Les Double Six с 1961 по 1963 год. В 1964 году Эдди Луис был удостоен премии имени Джанго Рейнхардта, вручаемой французской Академией джаза.
Известны его дуэты с пианистом Мишелем Петруччиани (1994) и аккордеонистом Ришаром Гальяно (2002). В последние годы Луис много работал на стыке жанров джаза и рок-музыки.